# Главная клетка
Гла́вные кле́тки (синонимы: зимогенные клетки, главные гландулоциты) — клетки слизистой оболочки желудка, секретирующие профермент пепсина пепсиноген, желудочную липазу, устойчивую в кислой среде, а также профермент реннина (химозина).

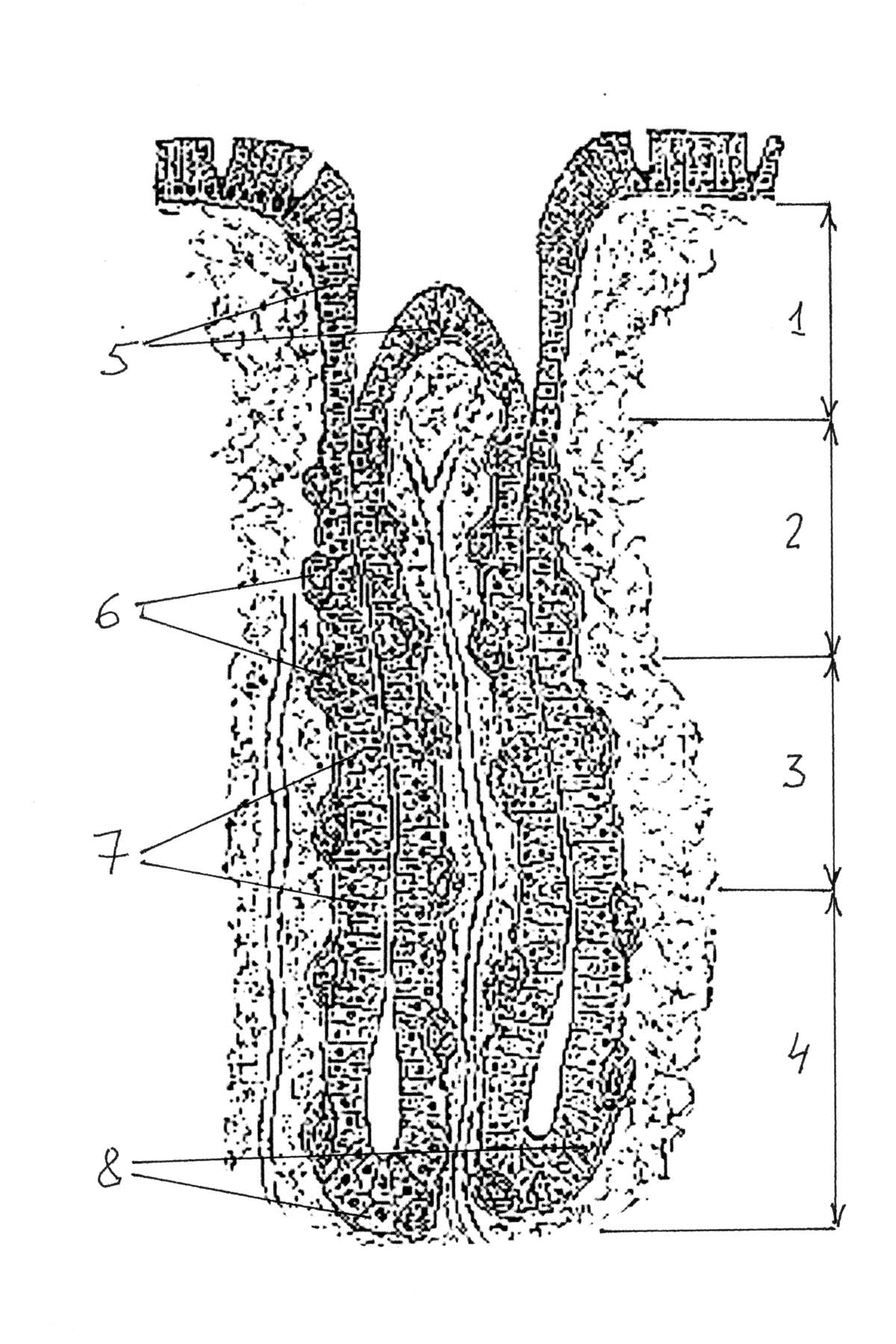
Фундальные же́лезы. Зоны железы́: 1 — желудочная ямка, 2 — перешеек, 3 — шейка, 4 — основание и тело. Клетки: 5 — поверхностные слизистые, 6 — париетальные, 7 — слизистые, 8 — главные.

Главные клетки располагаются в фундальных (главных) железах желудка. Фундальные (синоним главные) железы составляют основную часть желёз области дна, тела и интермедиарной зоны желудка.

## Секреция пепсиногена
Главные клетки желудочных желез человека синтезируют несколько изоформ пепсиногенов двух групп Pgl и Pgll. Пепсиногены группы Pgl секретируются только главными и слизистыми шеечными клетками слизистой тела и дна желудка. Пепсиногены группы Pgll секретируется главными клетками, находящимися во всех отделах желудка и бруннеровыми железами двенадцатиперстной кишки.
Идентифицированы семь изоформ пепсиногена человека: пять составляют группу пепсиногена Pgl (обозначаются как пепсиноген 1 — пепсиноген 5) и два (пепсиноген 6 — пепсиноген 7) составляют группу пепсиногена Pgll. В кислой среде, при рН < 5,4 и в прямой зависимости скорости реакции от кислотности среды, пепсиногены переводятся в изопепсины. Они различаются молекулярным весом, электрофоретической подвижностью, оптимумами рН протеолитической активности и субстратной специфичностью, условиями инактивации. Собственно пепсинами (КФ 3.4.23.1) принято называть ферменты, гидролизующие белки наиболее быстро при рН 1,5—2. Другая протеаза имеет оптимальный для гидролиза белков рН равный 3,2—3,5 и называется гастриксином (КФ 3.4.23.29). Наличие нескольких изопепсинов позволяет производить гидролиз белков в желудке при широком диапазоне кислотности.
Стимуляторами секреции пепсиногенов главными клетками являются, в основном, гастрин, секретин, холецистокинин. В меньшей степени стимулирующее действие оказывают гистамин, вазоактивный интестинальный пептид (ВИП), простагландин Е, гастроингибирующий пептид (ГИП).